# Paulsilvella antiqua
Paulsilvella antiqua (G.F. Elliott) Woelkerling, Sartoni & Boddi, 2002  é o nome botânico  de uma espécie de algas vermelhas pluricelulares do gênero Paulsilvella, família Corallinaceae.
- São algas marinhas encontradas nas Ilhas Maurícias.

## Sinonímia
- Lithothrix antiqua  G.F. Elliott, 1982